# Ischaemum calicutense
Ischaemum calicutense là một loài thực vật có hoa trong họ Hòa thảo. Loài này được Sreek., V.J.Nair & N.C.Nair mô tả khoa học đầu tiên năm 1983.